# Scytodes cavernarum
Espèce
Scytodes cavernarum est une espèce d'araignées aranéomorphes de la famille des Scytodidae.

## Distribution
Cette espèce est endémique du Selangor en Malaisie,. Elle se rencontre dans les grottes de Batu.

## Description
Le mâle holotype mesure 9 mm et la femelle 9 mm.

## Étymologie
Son nom d'espèce lui a été donné en référence au lieu de sa découverte, une grotte.

## Publication originale
- Roewer, 1962 : Einige Arachniden aus den Batu-Caves in Malaya. Pacific Insects, vol. 4, no 2, p. 517-520 (texte intégral).